# Sechs Leotaris
Die Sechs Leotaris (oder 6 Leotaris) waren eine familiär verbundene Trapezkünstlertruppe, die zwischen Anfang des 20. Jahrhunderts und 1977 existierte.

## Geschichte
Zu Anfang des 20. Jahrhunderts entwickelte der Ungar Leopold Mattausch zusammen mit seiner in Berlin geborenen Frau eine Trapeznummer. In diese führte er früh seine Tochter Fanny ein. 1925 wurden sie in das Programm des Circus Krone aufgenommen und arbeitete dort bis 1942. Hier bauten sie ihr Programm aus, etwa durch Überkreuzflüge. In den zirkusüblichen Winterpausen zog es die Leotaris nach England, so 1933/34 nach Islington in den Royal Agricultural Hall Circus, wo sie als „the most daring aerial act“ ausgezeichnet wurden.
Die 1915 geborene Tochter Fannys, Eugenia, heiratete 1936 ein Mitglied namens Stegmaier, der dort ebenfalls wirkenden Schleuderbrett-Truppe Emil Asgard. Im nationalsozialistischen Deutschland wurde ihr Ensemblename Leotaris als zu ausländisch empfunden und so traten sie bis Kriegsende lediglich als Stegmaier-Truppe auf. Erschwert wurden die Auftritte auch durch den Umstand, dass einige Mitglieder zu Ende der 1930er Jahre zum Kriegsdienst eingezogen wurden. So dünnte die verbliebene Truppe das Programm aus und arbeiteten am Trapez ohne Fänger. Hieraus entwickelte sich ihr besonderer Stil, den sie auch danach beibehielten.
Nach Kriegsende wechselten sie zum Zirkus der Gebrüder Belli aus Hamburg.
1948 trat auch erstmals der seinerzeit 12 Jahre alte Sohn Leopold am Trapez auf. 1954 erschien die Truppe als Statisten und Stunt-Doubles in dem Film Feuerwerk von Kurt Hoffmann (mit u. a. Romy Schneider und Claus Biederstaedt). Hier traten sie unter ihrem zeitweiligen Namen „7 Leotaris“ auf.

## Tourneen
Die Gruppe tourte weltweit. So mit dem Zirkus Belli 1956 in der Türkei und dem Libanon. Oder gaben Gastspiele in Neuseeland und Südafrika. Von 1962 bis 1964 reisten sie durch die USA und traten u. a. im Hamid Morton Circus auf. 1967 und 1972 traten sie im Blackpool Tower Circus auf.  Von  September 1968 bis Ende 1971 folgten Gastspiele in Italien u. a. im Circo Liana, Nando & Rinaldo Orfei. Dort traf der Truppenleiter auf seine Frau Magdalena. Sie gehörte der rein weiblichen bulgarischen Schleuderbrett-Truppe Dobritsch an (siehe auch Lasar Dobritsch). In dem Fernsehfilm Die Zirkusprinzessin von 1969 war Leopold Stegmaier als Artist zu sehen.
In der Saison 1974 gehörten die Leotaris zur ersten Besetzung des Österreichischen Nationalzirkus „Circus Althoff-Jacoby“ unter der Führung von Elfi Althoff-Jacobi, welcher bis 1993 bestand. Sie arbeiteten – jeweils zwei parallel zueinander – an vier Trapezen. Lediglich für zwei Nummern wurde ein Fänger benötigt, einem Eineinhalbfacher mit verbundenen Augen sowie einem Doppelsalto. In jenem Jahr traten sie am 8. August auch beim ZDF in der Sendung „Manege frei!“ auf, die im Chapiteau des Zirkus Althoff aufgezeichnet und von Freddy Quinn moderiert wurde (wiederholt am 4. Dezember 1990).
Die Artistiknummern wurden nach 1977 eingestellt. Die Truppe absolvierte noch zwei Saisons in den Niederlanden im Circus Boltini: 1976 noch als Leotaris und 1977 unter dem Namen Rialtos.

## Nach der Trapezkunst
Durch Kontakt zu einer rumänischen Bärendressurnummer entstand zu Mitte der 1970er Jahre der Gedanke, neben Flugtrapez und Vertikalseil eine Kleintierrevue, vorzugsweise mit Papageien, anzubieten. Zunächst aber nur als Vorprogramm. Dies kam zum rechten Zeitpunkt, da sich Leopold Stegmaier bei einem Unfall im Cirque d’Hiver in Paris die Achillessehne verletzte und er einige Wochen ausfiel.
Telse Grell, der Chefin des Hamburger Hansa-Theater, die ebenfalls in Paris weilte und das Programm sah, engagierte die Papageiennummer für ihre „794. Hansa-Schau“, die vom 14. August bis zum 30. September 1976 lief. Magdalena Stegmaier zeigte diese Dressuren hier in weiteren zwölf Gastspielen bis zum April 2001.
Danach ging mit dieser Dressur Leopold Stegmaier, der heute in München lebt, für einige Jahre in den Hansa-Park nach Sierksdorf. Für seine Nummer „Leo’s Papageien-Show“ erwarb er 2004 drei Aras, zwei Kakadus und vier kleine grüne Nanday-Sittiche.  Er trat mit seinen Tieren bis 2014 weltweit in Freizeitparks und Varietés auf u. a. im „Funexpress Antalya“.